# エジプトへの逃避途上の休息 (ダヴィト、メトロポリタン美術館)
『エジプト逃避途上の休息』（エジプトへのとうひとじょうのきゅうそく、英: The Rest on the Flight into Egypt）は、初期フランドル派の画家ヘラルト・ダヴィトが1515年ごろ、板上に油彩で描いた絵画である。1949年、作品は、米国の銀行家・美術収集家のジュール・ベイチュ氏からニューヨークのメトロポリタン美術館に寄贈された。本作は、同画家の同主題のプラド美術館の作品、 ナショナル・ギャラリー (ワシントン) の作品、アントワープ王立美術館の作品、およびボイマンス・ヴァン・ベーニンゲン美術館にある『聖母子』と比較対象になっている。一連の作品の構図はほぼ同じであるが、メトロポリタン美術館の本作では籠の代わりにリンゴの枝が表されている。

## 作品
「エジプトへの逃避」は、『新約聖書』中の「マタイによる福音書」 (II.13-18) から採られている。生まれたばかりのイエス・キリストの養父聖ヨセフの夢に天使が現れ、ヘロデ王がイエスを探し出して殺そうとしているので、聖母マリアとイエスを連れてエジプトに逃げるように告げる。福音書はエジプト逃避途上の休息には触れておらず、それは「外典」に拠っている。多くの時期の画家たちにとって人気のある主題であったが、ダヴィトも異なる構図で何度か描いている。それらの作品はおそらく委嘱によるものではなく、絵画市場に出すために制作したのであろう。一連の作品はわずかの細部をのぞいてかなり類似しているが、すべての作品でダヴィトは、深い森を背景にして座り、幼子イエスに授乳している聖母マリアに焦点を当てている。遠景には、たいてい休息かエジプトへの旅に関する場面が描かれている。
背景には、左に描かれている当時のネーデルラント風の町へ行く途中で森から出てきた聖家族が描かれている。前景では、過酷な旅の間の休息中、聖母マリアが幼子イエス・キリストに授乳している。鑑賞者がこの出来事を疑似体験できるように、物語の展開を描いた複数の場面が描かれているのである。
聖母のピラミッド型構図と、造形のボリュームを表現するためにキアロスクーロが使用されていることから、ダヴィトがイタリア・ルネサンスの表現法を意識するようになってから間もないころの作品であることが明らかである。